# Stefan Binder (Fußballspieler, 1999)
Stefan Binder (* 26. März 1999) ist ein österreichischer Fußballspieler.

## Karriere
Binder begann seine Karriere beim UFC Markt Allhau. Zur Saison 2013/14 kam er in die AKA Burgenland, in der er bis 2015 spielte. In der Saison 2014/15 kam er zudem für die Kampfmannschaft seines Stammklubs Markt Allhau zum Einsatz, für die er 16 Partien in der fünftklassigen II. Liga absolvierte. Zur Saison 2015/16 verließ er die Akademie und Markt Allhau und schloss sich dem viertklassigen SV Stegersbach an. Für Stegersbach kam er zu elf Einsätzen in der Burgenlandliga, in denen er einmal traf.
Im Jänner 2016 kehrte der Stürmer wieder nach Markt Allhau zurück. Mit dem Verein stieg er am Ende der Saison 2015/16 in die Burgenlandliga auf. In dreieinhalb Jahren in Markt Allhau kam er zu 102 Einsätzen in den Spielklassen vier und fünf, in denen er zwölf Tore machte. Zur Saison 2019/20 schloss er sich den fünftklassigen Amateuren des Bundesligisten TSV Hartberg an. In zwei Jahren in Hartberg absolvierte er 22 Partien in der Oberliga und machte dabei 20 Tore.
Zur Saison 2021/22 wechselte Binder zu den viertklassigen Amateuren des Zweitligisten SV Lafnitz. Nach zwei Einsätzen für die Amateure debütierte der Angreifer im August 2021 für die Profis in der 2. Liga, als er am vierten Spieltag jener Saison gegen den FC Blau-Weiß Linz in der Nachspielzeit für Daniel Gremsl eingewechselt wurde. Dies blieb sein einziger Einsatz für Lafnitz.
Zur Saison 2023/24 kehrte er zum mittlerweile wieder nur noch fünftklassigen UFC Markt Allhau zurück.